# IC 1223
IC 1223 — галактика типу SB () у сузір'ї Геркулес.
Цей об'єкт міститься в оригінальній редакції індексного каталогу.